# Río Tigre (Argentina)
El Río Tigre es uno de los principales brazos de la desembocadura del río Reconquista, situado en el partido homónimo en la provincia de Buenos Aires, Argentina.

## Descripción
Se encuentra altamente contaminado por desechos industriales y cloacales provenientes de la cuenca del río Reconquista. El régimen de mareas fluviomarítimo que afecta al estuario del Plata y Delta del Paraná contribuye a diluir sus aguas y disimular su estado. Sin embargo el olor fétido, la mortandad de peces y la basura que flota evidencian la situación ecológica. 
Tal es el grado de contaminación del río que cuando está bajo es posible ver una línea divisoria de color en sus aguas en el cruce con el Río Luján, siendo el agua negra en el Río Tigre y marrón en el Río Luján.
El Río Tigre es el origen y fin de muchos de los recorridos llevados a cabo por las lanchas colectivas.
En sus orillas se ubican importantes centros de recreación, clubes de remo y el embarcadero de lanchas colectivas (servicio provisto por 3 empresas) y catamaranes que llevan pasajeros al Delta del Paraná, Nueva Palmira y Carmelo.

## Clubes de remo del delta del Paraná
Sobre el Río Tigre se desarrolla la actividad de una gran cantidad de clubes náuticos, estando localizados 7 de los 15 clubes náuticos del Delta del Paraná cercanos a la Ciudad de Buenos Aires.
Todo comenzó el 16 de diciembre de 1873 con la fundación del Club Buenos Aires Rowing Club a la que se unieron otros clubes fundados por 11 colectividades distintas a la argentina.
Los clubes de remo que rodean la cuenca del tigre son: San Isidro Rowing Club, Cannotieri Italiani, Delta Rowing Club y Buenos Aires Rowing Club.

## Estación fluvial de pasajeros "Domingo Faustino Sarmiento"
Sobre este río se desarrolla una gran actividad de transporte desarrollado por catamaranes turísticos y por lanchas colectivas, las cuales tienen horarios e itinerarios regulares y zarpan de la Estación Fluvial de Tigre, estando ubicada en una zona muy turística con muchos centros de esparcimiento.

## Imágenes

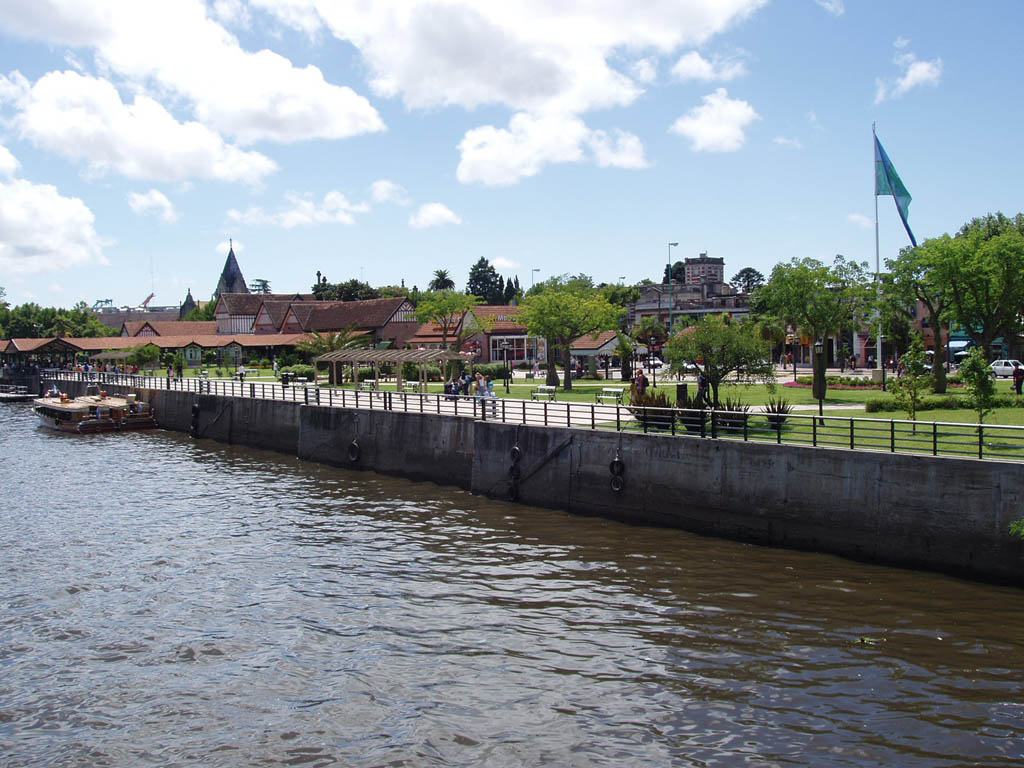
Estación fluvial de pasajeros "Domingo Faustino Sarmiento".
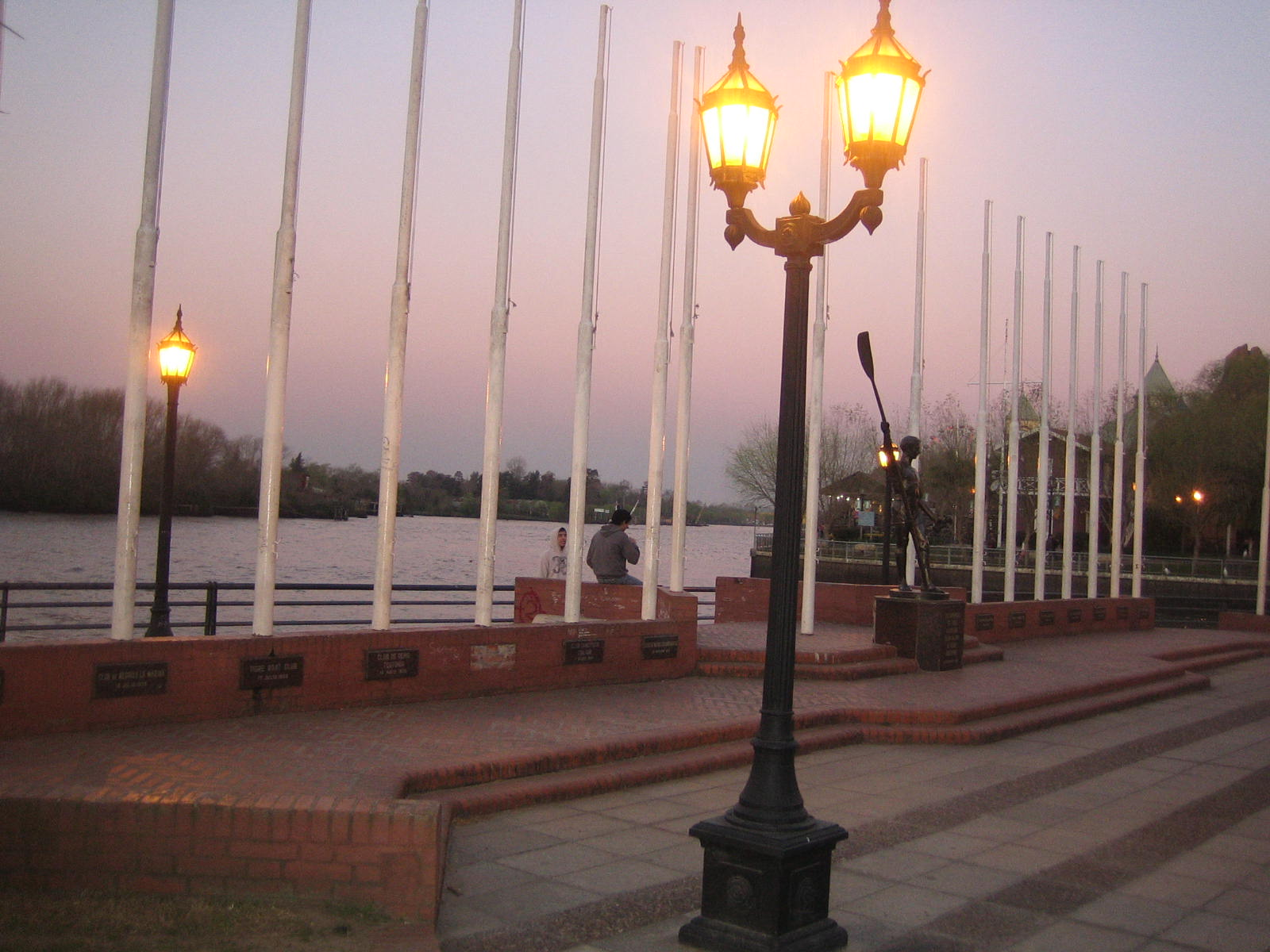
Esquina del Río Tigre con el Río Luján.
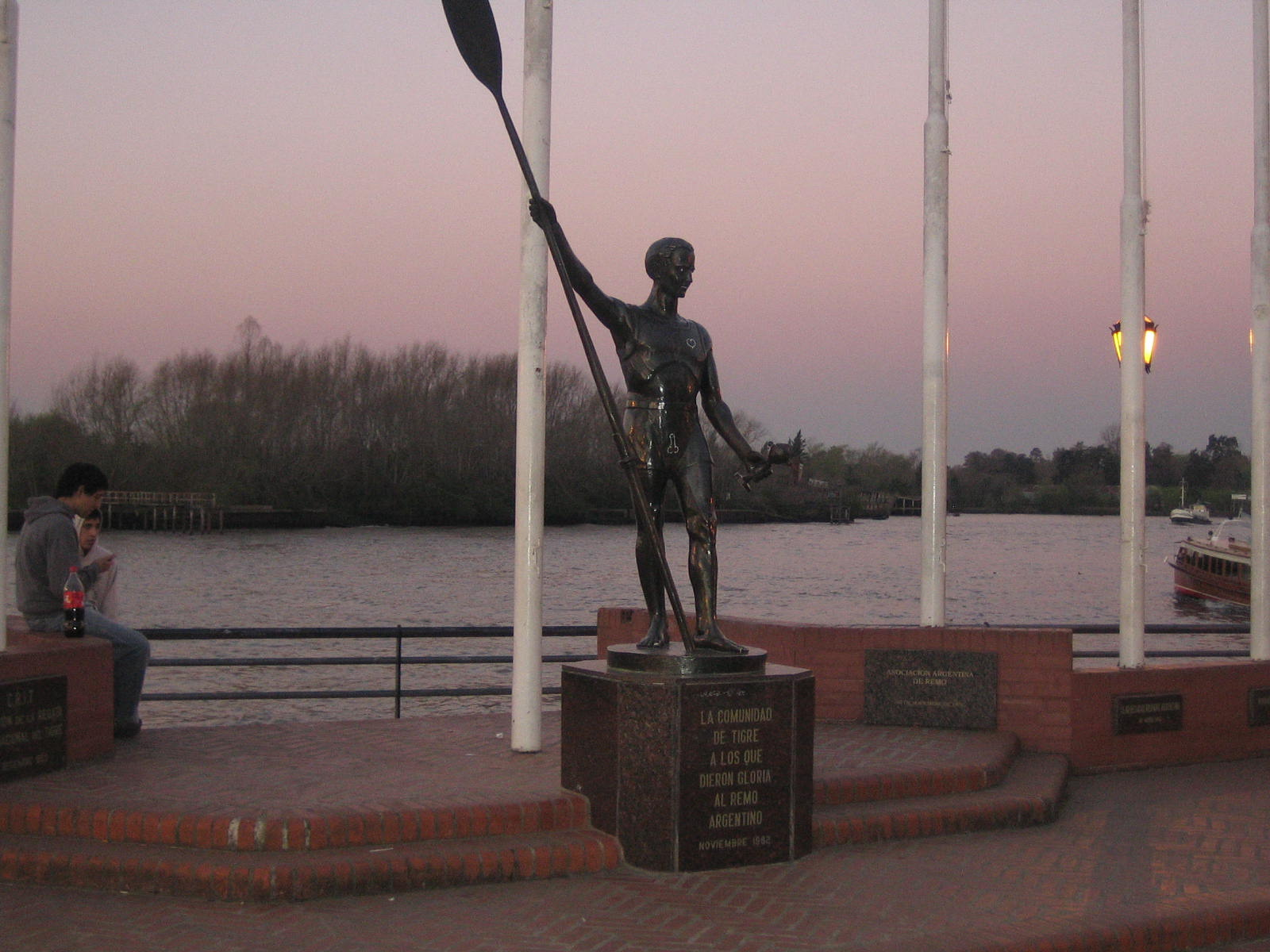
"Monumento al Remero", esquina del Río Tigre con el Río Luján.
Club de Regatas La Marina.